# U-17-Fußball-Europameisterschaft der Frauen 2018
Die elfte U-17-Fußball-Europameisterschaft der Frauen fand vom 9. bis zum 21. Mai 2018 in Litauen statt. Litauen wurde von der UEFA am 26. Januar 2015 als Ausrichter bestimmt. Es war das erste UEFA-Frauenfußballturnier in Litauen und nach der U-19-Fußball-Europameisterschaft 2013 das zweite UEFA-Turnier in diesem baltischen Staat. Für Litauen war es zudem die erste Teilnahme an einem Endrundenturnier der Frauen. Die Endrunde fand zum fünften Mal mit acht Mannschaften statt. Titelverteidiger war Deutschland, das sich 2017 im Finale mit 3:1 nach Elfmeterschießen wie 2016 gegen Spanien durchsetzen und somit seinen Titel verteidigen konnte. Beide trafen im Finale, das Spanien für sich entscheiden konnte, erneut aufeinander. Das Turnier diente gleichzeitig als europäische Qualifikation für die U-17-WM der Frauen 2018 in Uruguay. Die beiden Finalisten und der Sieger aus dem Duell der beiden unterlegenen Halbfinalisten qualifizierten sich für die WM.

## Qualifikation

### Erste Runde
In der ersten Qualifikationsrunde spielten 44 der gemeldeten Mannschaften in elf Gruppen zu je vier Mannschaften die Teilnehmer an der zweiten Qualifikationsrunde aus. Gastgeber Litauen war automatisch für die Endrunde qualifiziert, die Mannschaft Deutschlands erhielt als beste Nation nach dem Länder-Koeffizienten ein Freilos für diese Runde. Innerhalb jeder Gruppe spielte jede Mannschaft einmal gegen jede andere in Form von Miniturnieren, die an unterschiedlichen Terminen zwischen dem 22. September und 24. Oktober 2017 ausgetragen wurden. Eine der vier teilnehmenden Mannschaften der jeweiligen Gruppe fungierte als Gastgeber dieses Miniturniers. Die elf Gruppensieger und Gruppenzweiten sowie die fünf besten Gruppendritten qualifizierten sich für die Eliterunde. Die Gruppenauslosung fand am 7. September 2017 im schweizerischen Nyon statt.
Die Schweiz spielte in Gruppe 1 und traf in Polen zudem auf die Ukraine und die Färöer-Inseln. Hinter Polen qualifizierten sich die Schweizerinnen als Gruppenzweite für die Eliterunde. Dies gelang Österreich in Gruppe 10 in Portugal als Gruppensieger, wo zudem Nordirland und Georgien die Gegner waren.

### Eliterunde
Die Auslosung der Eliterunde fand am 24. November 2017 statt. Die Eliterunde wurde im Frühjahr 2018 ausgetragen.  Am 3. November wurden die qualifizierten Mannschaften für die Auslosung gemäß ihrer Koeffizienten auf vier Töpfe verteilt. Bei der Auslosung können Gruppensieger und -zweite aus einer Gruppe der ersten Qualifikationsrunde nicht erneut in eine Gruppe gelost werden.
- Topf A:
  -  Deutschland (Freilos)
  -  England – Sieger Gruppe 2
  -  Niederlande – Sieger Gruppe 7
  -  Österreich – Sieger Gruppe 10
  -  Schweden – Sieger Gruppe 6
  -  Spanien – Sieger Gruppe 3
  -  Ungarn – Sieger Gruppe 8

- Topf B:
  -  Belgien – Zweiter Gruppe 9
  -  Dänemark – Zweiter Gruppe 5
  -  Frankreich – Sieger Gruppe 5
  -  Irland – Sieger Gruppe 4
  -  Norwegen – Zweiter Gruppe 8
  -  Polen – Sieger Gruppe 1
  -  Serbien – Sieger Gruppe 9

- Topf C:
  -  Bosnien und Herzegowina – Zweiter Gruppe 4
  -  Island – Zweiter Gruppe 3
  -  Portugal – Zweiter Gruppe 10
  -  Russland – Zweiter Gruppe 6
  -  Schottland – Zweiter Gruppe 2
  -  Schweiz – Zweiter Gruppe 1
  -  Tschechien – Zweiter Gruppe 7

- Topf D:
  -  Aserbaidschan – Dritter Gruppe 3
  -  Finnland – Zweiter Gruppe 11
  -  Israel – Dritter Gruppe 6
  -  Italien – Sieger Gruppe 11
  -  Rumänien – Dritter Gruppe 4
  -  Slowenien – Dritter Gruppe 11
  -  Türkei – Dritter Gruppe 7

Deutschland wurde in Gruppe 7 gelost und empfing Irland, Island und Aserbaidschan. Mit drei Siegen und 10:1 Toren qualifizierten sich die deutschen U-17-Juniorinnen bei Spielen in Neubrandenburg und Greifswald für die Endrunde. Die Schweiz musste in Gruppe 7 in Norwegen gegen die Gastgeberinnen sowie England und Slowenien antreten und verlor alle drei Spiele, womit die Endrunde verpasst wurde. Österreich hatte es in Gruppe 6 mit  Polen, Bosnien und Herzegowina sowie der Türkei zu tun. Die österreichischen Juniorinnen gewannen in Bosnien und Herzegowina ein Spiel, spielten einmal remis und verloren ein Spiel, so dass es nur zum zweiten Platz reichte.

## Endrunde

### Qualifizierte Mannschaften
- Litauen (Gastgeber, erste Teilnahme)
- Niederlande – Sieger Gruppe 1
- Finnland – Sieger Gruppe 2
- Spanien – Sieger Gruppe 3
- Italien – Sieger Gruppe 4
- England – Sieger Gruppe 5
- Polen – Sieger Gruppe 6
- Deutschland – Sieger Gruppe 7 (Titelverteidiger)

### Austragungsorte
Die Spiele der Endrunde finden in drei Stadien in drei Städten statt.
| Stadt       | Stadion                  | Kapazität    |
| ----------- | ------------------------ | ------------ |
| Marijampolė | Sūduva-Stadion           | 6.581 Plätze |
| Alytus      | Alytu-Stadion            | 3.728 Plätze |
| Šiauliai    | Šiauliai Central-Stadion | 3.000 Plätze |

### Vorrunde

#### Auslosung
Die Auslosung der Gruppen fand am 6. April 2018 in Kaunas statt. Die acht Mannschaften wurden in zwei Gruppen à vier Teams gelost, dabei gab es keine Einschränkungen, außer dass Gastgeber Litauen als Kopf der Gruppe A gesetzt war.

#### Modus
Die Spielzeit in dieser Altersklasse beträgt zweimal 40 Minuten.
Bei zwei oder mehr Mannschaften derselben Gruppe mit der gleichen Anzahl Punkte nach Abschluss der Gruppenspiele, wird die Platzierung nach folgenden Kriterien in dieser Reihenfolge ermittelt:
a. höhere Punktzahl aus den Direktbegegnungen der betreffenden Mannschaften;
b. bessere Tordifferenz aus den Direktbegegnungen der betreffenden Mannschaften;
c. größere Anzahl erzielter Tore aus den Direktbegegnungen der betreffenden Mannschaften;
d. wenn nach der Anwendung der Kriterien a) bis c) immer noch mehrere Mannschaften denselben Platz belegen, werden die Kriterien a) bis c) erneut angewendet, jedoch ausschließlich auf die Direktbegegnungen der betreffenden Mannschaften, um deren definitive Platzierung zu bestimmen. Führt dieses Vorgehen keine Entscheidung herbei, werden die Kriterien e) bis h) angewendet;
e. bessere Tordifferenz aus allen Gruppenspielen;
f. größere Anzahl erzielter Tore aus allen Gruppenspielen;
g. geringere Gesamtzahl an Strafpunkten auf der Grundlage der in allen Gruppenspielen erhaltenen gelben und roten Karten (rote Karte = 3 Punkte, gelbe Karte = 1 Punkt, Platzverweis nach zwei gelben Karten in einem Spiel = 3 Punkte);
h. bessere Platzierung in der für die Auslosung der Qualifikationsrunde verwendeten Koeffizientenrangliste;
i. Losentscheid.
Wenn zwei Mannschaften im letzten Gruppenspiel aufeinandertreffen, die dieselbe Anzahl Punkte sowie die gleiche Tordifferenz und gleiche Anzahl Tore haben, und das betreffende Spiel endet unentschieden, wird die endgültige Platzierung der beiden Mannschaften durch Elfmeterschießen ermittelt, vorausgesetzt, dass keine andere Mannschaft derselben Gruppe nach Abschluss aller Gruppenspiele dieselbe Anzahl Punkte aufweist. Haben mehr als zwei Mannschaften dieselbe Anzahl Punkte, finden die oberen Kriterien Anwendung.

#### Gruppe A
| Pl. | Land        | Sp. | S | U | N | Tore    | Diff. | Punkte |
| --- | ----------- | --- | - | - | - | ------- | ----- | ------ |
| 1.  | Deutschland | 3   | 2 | 1 | 0 | 012:300 | +9    | 07     |
| 2.  | Finnland    | 3   | 2 | 0 | 1 | 007:300 | +4    | 06     |
| 3.  | Niederlande | 3   | 1 | 1 | 1 | 012:400 | +8    | 04     |
| 4.  | Litauen     | 3   | 0 | 0 | 3 | 000:210 | −21   | 0      |

|                                          |   |             |           |
| 9. Mai 2018 um 16:00 Uhr in Marijampolė  |   |             |           |
| Finnland                                 | – | Deutschland | 1:2 (0:0) |
| 9. Mai 2018 um 18:00 Uhr in Alytus       |   |             |           |
| Litauen                                  | – | Niederlande | 0:9 (0:6) |
| 12. Mai 2018 um 10:00 Uhr in Šiauliai    |   |             |           |
| Deutschland                              | – | Niederlande | 2:2 (0:1) |
| 12. Mai 2018 um 16:00 Uhr in Šiauliai    |   |             |           |
| Litauen                                  | – | Finnland    | 0:4 (0:2) |
| 15. Mai 2018 um 18:00 Uhr in Alytus      |   |             |           |
| Deutschland                              | – | Litauen     | 8:0 (1:0) |
| 15. Mai 2018 um 18:00 Uhr in Marijampolė |   |             |           |
| Niederlande                              | – | Finnland    | 1:2 (0:0) |

#### Gruppe B
| Pl. | Land    | Sp. | S | U | N | Tore    | Diff. | Punkte |
| --- | ------- | --- | - | - | - | ------- | ----- | ------ |
| 1.  | Spanien | 3   | 2 | 1 | 0 | 007:100 | +6    | 07     |
| 2.  | England | 3   | 1 | 1 | 1 | 007:400 | +3    | 04     |
| 3.  | Italien | 3   | 0 | 2 | 1 | 000:400 | −4    | 02     |
| 4.  | Polen   | 3   | 0 | 2 | 1 | 002:700 | −5    | 02     |

|                                          |   |         |           |
| 9. Mai 2018 um 10 Uhr in Šiauliai        |   |         |           |
| Italien                                  | – | Spanien | 0:0       |
| 9. Mai 2018 um 16:00 Uhr in Šiauliai     |   |         |           |
| Polen                                    | – | England | 2:2 (0:0) |
| 12. Mai 2018 um 12:00 Uhr in Alytus      |   |         |           |
| Spanien                                  | – | England | 2:1 (1:1) |
| 12. Mai 2018 um 14:00 Uhr in Marijampolė |   |         |           |
| Polen                                    | – | Italien | 0:0       |
| 15. Mai 2018 um 12:00 Uhr in Alytus      |   |         |           |
| Spanien                                  | – | Polen   | 5:0 (3:0) |
| 15. Mai 2018 um 12:00 Uhr in Marijampolė |   |         |           |
| England                                  | – | Italien | 4:0 (0:0) |

### Finalrunde

#### Modus
Endet ein Spiel der Finalrunde nach Ablauf der regulären Spielzeit ohne Sieger, wird dieser durch ein Elfmeterschießen ermittelt.

#### Halbfinale
|                                          |   |          |           |
| 18. Mai 2018 um 15:30 Uhr in Alytus      |   |          |           |
| Deutschland                              | – | England  | 8:0 (3:0) |
| 18. Mai 2018 um 18:00 Uhr in Marijampolė |   |          |           |
| Spanien                                  | – | Finnland | 1:0 (0:0) |

#### Spiel um Platz 3
Der Sieger dieses Spiels qualifiziert sich zusammen mit den beiden Finalisten für die WM in Uruguay.
|                                     |   |          |           |
| 21. Mai 2018 um 13:00 Uhr in Alytus |   |          |           |
| England                             | – | Finnland | 1:2 (0:1) |

#### Finale
| Deutschland                                               | Deutschland | Spanien | Spanien |
| --------------------------------------------------------- | --- | --- | ------- |
| Deutschland                                               | \| Finale \| \| 21. Mai 2018 um 18:00 Uhr in Marijampolė (Sūduva-Stadion) \| \| Ergebnis: 0:2 (0:0) \| \| Schiedsrichterin: Désirée Grundbacher ( Schweiz) \| \| Spielbericht \|                                                                               | \| Finale \| \| 21. Mai 2018 um 18:00 Uhr in Marijampolė (Sūduva-Stadion) \| \| Ergebnis: 0:2 (0:0) \| \| Schiedsrichterin: Désirée Grundbacher ( Schweiz) \| \| Spielbericht \|                                                        | Spanien |
| Deutschland                                               | Wiebke Willebrandt • Laura Donhauser, Anna Aehling, Emilie Bernhardt (71. Pauline Berning), Julia Pollak • Vanessa Fudalla (56. Sophie Weidauer), Leonie Köster, Greta Stegemann, Gia Corley • Shekiera Martinez, Ivana Fuso Cheftrainerin: Anouschka Bernhard | Catalina Coll • Jana Fernández, María Méndez, Ana Tejada, Salvador • Leire Peña • Paola Hernández Díaz, Irene López (75. Isabel Palá) • Eva Navarro, Paula Arana (79. Bruna Vilamala), Salma Paralluelo Cheftrainerin: María Antonia Is | Spanien |
| Deutschland                                               | 0:1 Navarro (46.) 0:2 Navarro (73.) | | Spanien |
| Deutschland                                               | Corley (80.) | Peña (32.), López (63.) | Spanien |
| Finale                                                    | | |         |
| 21. Mai 2018 um 18:00 Uhr in Marijampolė (Sūduva-Stadion) | | |         |
| Ergebnis: 0:2 (0:0)                                       | | |         |
| Schiedsrichterin: Désirée Grundbacher ( Schweiz)          | | |         |
| Spielbericht                                              | | |         |

## Schiedsrichterinnen
Hauptschiedsrichterinnen:
- Désirée Grundbacher
- Christijana Gutewa
- Frida Klarlund
- Lucie Šulcová
- Kateryna Usova
- Irena Velevačkoska

Schiedsrichterassistentinnen:
- Almira Spahić
- Élodie Coppola
- Yelena Alistratova
- Maja Petravić
- Diāna Vanaga
- Sara Telek
- Sandra Österberg
- Polyxeni Irodotou

Vierte Offizielle:
- Rasa Imanalijeva
- Jurgita Mačikunytė

## Beste Torschützinnen
Nachfolgend aufgelistet sind die besten Torschützinnen der Endrunde. Die Sortierung erfolgt nach Anzahl der geschossenen Tore, bei gleicher Trefferzahl sind die Vorlagen und danach die Spielminuten ausschlaggebend.
| Rang | Spielerin                 | Tore | Vorlagen | Spielminuten |
| ---- | ------------------------- | ---- | -------- | ------------ |
| 1    | Shekiera Martinez         | 9    | 2        | 320          |
| 2    | Eva Maria Navarro         | 6    | 0        | 383          |
| 3    | Ebony Salmon              | 4    | 0        | 253          |
| 4    | Annika Huhta              | 4    | 0        | 343          |
| 5    | Kirsten van de Westeringh | 3    | 3        | 240          |
| 6    | Romée Leuchter            | 3    | 1        | 240          |
| 7    | Jessica Park              | 2    | 3        | 383          |
| 8    | Ivana Fuso                | 2    | 3        | 400          |
| 9    | Vanessa Fudalla           | 2    | 2        | 305          |
| 10   | Paula Arana Montes        | 2    | 2        | 307          |

Zudem je ein Eigentor der Engländerin Kayla Rendell und der Litauerin Laura Ubartaite
Kursiv gesetzte Spielerinnen sind in der Gruppenphase ausgeschieden